# VanCamel
Die VanCamel AG ist eine im Jahre 2005 gegründete deutsch-chinesische Bekleidungsmarke mit Sitz in Köln und Hauptverwaltung in Shishi (Quanzhou).

## Unternehmen
Das Unternehmen vermarktet und vertreibt unter dem Modelabel Bekleidung und Schuhe in 2200 „VanCamel Shops“ in der Volksrepublik. Zielgruppe der Produkte sind Männer der gehobenen Mittelschicht im Alter zwischen 25 und 40 Jahren. 2012 veranstaltete VanCamel gemeinsam mit Mercedes-Benz eine Modenschau auf der China Fashion Week. In demselben Jahr wurde auch der 2000. VanCamel Shop eröffnet.
Seit dem 11. Oktober 2013 war die VanCamel AG am regulierten Markt der Frankfurter Wertpapierbörse notiert. Sie hat eine Niederlassung in Hamburg. Beim Börsengang wurden die 15.000.000 Inhaberaktien zu einem Preis von 2,50 Euro angeboten.
Nach der Erstnotierung waren 73,70 % der Aktien im Eigentum des Vorstandes der Gesellschaft Herrn Xiaming Ke.
Der Handel der Aktie wurde im September 2015 an der deutschen Börse eingestellt.

## Vorstand und Aufsichtsrat
Im Jahr 2014 waren folgende Personen Mitglieder des Vorstandes und Aufsichtsrates:
- Xiaming Ke (CEO)
- Weibin Zhuang (COO)
- Lester Eng Ann Soh (CFO)
- Jianhui Wang (Vorsitzender Aufsichtsrat)
- Rulian Xie (Aufsichtsrat)
- Pingwen Hu (Aufsichtsrat)

## Auszeichnungen
- Asias Top 10 Most Creative Brands, 2007
- China Top 10 Most Competitive Apparels Brand, 2012